# 광장로 (부산)
광장로(Gwangjang-ro)는 부산광역시 사상구 괘법동 괘법교 서단과 사상역을 잇는 부산광역시의 도로이다. 사상역 광장 앞으로 이어진다고 하여 이러한 명칭이 부여되었다.

## 주요 경유지
부산광역시
- 사상구 괘법동

## 노선
| 이름                 | 접속 노선                                                         | 소재지     | 소재지 | 비고                 |
| -------------------- | ----------------------------------------------------------------- | ---------- | ------ | -------------------- |
| (괘법교 서단)        | 부산광역시도 제41호선 (낙동대로)                                  | 부산광역시 | 사상구 |                      |
| 괘법르네시떼역       |                                                                   | 부산광역시 | 사상구 |                      |
| 사상 교차로 (사상역) | 부산광역시도 제3001호선 (사상로) 부산광역시도 제4102호선 (새벽로) | 부산광역시 | 사상구 | 구 서부터미널 교차로 |
| 사상역               |                                                                   | 부산광역시 | 사상구 |                      |

## 주요 건물 및 시설
- 르네시떼 (부산광역시 사상구 광장로 7)
- 괘법르네시떼역 (부산광역시 사상구 광장로 9)
- 이마트 사상점 (부산광역시 사상구 광장로 17)
- 파라곤호텔 (부산광역시 사상구 광장로 46)
- 부산-김해 경전철 사상역 (부산광역시 사상구 광장로 83)
- 하이앤드오피스텔 (부산광역시 사상구 광장로 84)
- 경부선 사상역 (부산광역시 사상구 광장로 108)